# John Britton
A. John Britton (* 21. Juni 1952; † 11. April 2023) war ein US-amerikanischer Badmintonspieler schottischer Herkunft. Er war mit Traci Britton verheiratet. 

## Karriere
John Britton startete seine sportliche Karriere in Schottland, wo er unter anderem die Juniorenmeisterschaften, die nationalen Meisterschaften und die Scottish Open gewann. In seiner neuen Heimat siegte er auch bei den nationalen Meisterschaften und bei  den US Open. Weitere Titel errang er bei den Iceland International und den Irish Open. 2006 wurde er in den USA Badminton Walk of Fame aufgenommen.

## Sportliche Erfolge
| Saison | Veranstaltung                       | Disziplin    | Platz | Name                            |
| ------ | ----------------------------------- | ------------ | ----- | ------------------------------- |
| 1970   | Schottland: Juniorenmeisterschaften | Mixed        | 1     | John Britton / Christine Heatly |
| 1970   | Schottland: Juniorenmeisterschaften | Herrendoppel | 1     | John Britton / I. Sharp         |
| 1973   | Scottish Open                       | Herrendoppel | 1     | Jim Ansari / John Britton       |
| 1974   | Schottland: Einzelmeisterschaften   | Mixed        | 1     | John Britton / Christine Weir   |
| 1974   | Irish Open                          | Herrendoppel | 1     | Jim Ansari / John Britton       |
| 1975   | Schottland: Einzelmeisterschaften   | Herrendoppel | 1     | Jim Ansari / John Britton       |
| 1976   | Schottland: Einzelmeisterschaften   | Herrendoppel | 1     | Jim Ansari / John Britton       |
| 1977   | Mexico International                | Mixed        | 1     | John Britton / Traci White      |
| 1978   | USA: Einzelmeisterschaften          | Herrendoppel | 1     | John Britton / Charles Coakley  |
| 1979   | Scottish Open                       | Herrendoppel | 1     | John Britton / Gary Higgins     |
| 1981   | USA: Einzelmeisterschaften          | Herrendoppel | 1     | John Britton / Gary Higgins     |
| 1983   | US Open                             | Herrendoppel | 1     | John Britton / Gary Higgins     |
| 1983   | USA: Einzelmeisterschaften          | Herrendoppel | 1     | John Britton / Gary Higgins     |
| 1984   | USA: Einzelmeisterschaften          | Mixed        | 1     | John Britton / Cheryl Carton    |
| 1985   | USA: Einzelmeisterschaften          | Herrendoppel | 1     | John Britton / Gary Higgins     |
| 1985   | US Open                             | Herrendoppel | 1     | John Britton / Gary Higgins     |
| 1985   | Auckland International              | Herrendoppel | 1     | John Britton / Gary Higgins     |
| 1988   | Iceland International               | Mixed        | 1     | John Britton / Pam Owens        |
| 1988   | Iceland International               | Herrendoppel | 1     | Chris Jogis / John Britton      |
| 1991   | USA: Einzelmeisterschaften          | Herrendoppel | 1     | John Britton / Thomas Reidy     |